# Jacob Volhard
Jacob Volhard (4 juin 1834, Darmstadt – 14 janvier 1910, Halle-sur-Saale) est un chimiste allemand.

## Biographie
Volhard commence par étudier la philologie et l'histoire à l'université de Giessen, avant de s'orienter vers la chimie, sous l'enseignement de son oncle, Justus von Liebig. Durant ses études, il s'approche d'un cercle d'amitié chrétien qui deviendra le 15 août 1852 la Studentenverbindung Gießener Wingolf (de). Il est donc un fondateur de cette société et, à partir de 1854, en deviendra son premier Fuchsmajor (de).
Après le départ de Liebig parti à Munich durant le semestre d'hiver 1852/1853, il poursuit ses études sous l'enseignement de son successeur, Heinrich Will (de). Il obtient son doctorat en 1855, puis rejoint le laboratoire de Robert Bunsen à l'université de Heidelberg. Il semble que Volhard ne prenne alors pas très au sérieux la chimie, consacrant toujours une grande de son temps à la philologie et l'histoire. Il rejoint à cette époque la société Heidelberger Wingolf (de).
Justus von Liebig accueille son très talentueux neveu comme assistant à son institut à Munich en 1856, mais, à nouveau, Volhard montre peu d'assiduité pour son travail, s'éloignant régulièrement du laboratoire pour fréquenter la société « Allotria (de) » animée par le peintre Franz von Lenbach et le sculpteur Lorenz Gedon (de), où il fréquente Moritz von Schwind et Paul Heyse.

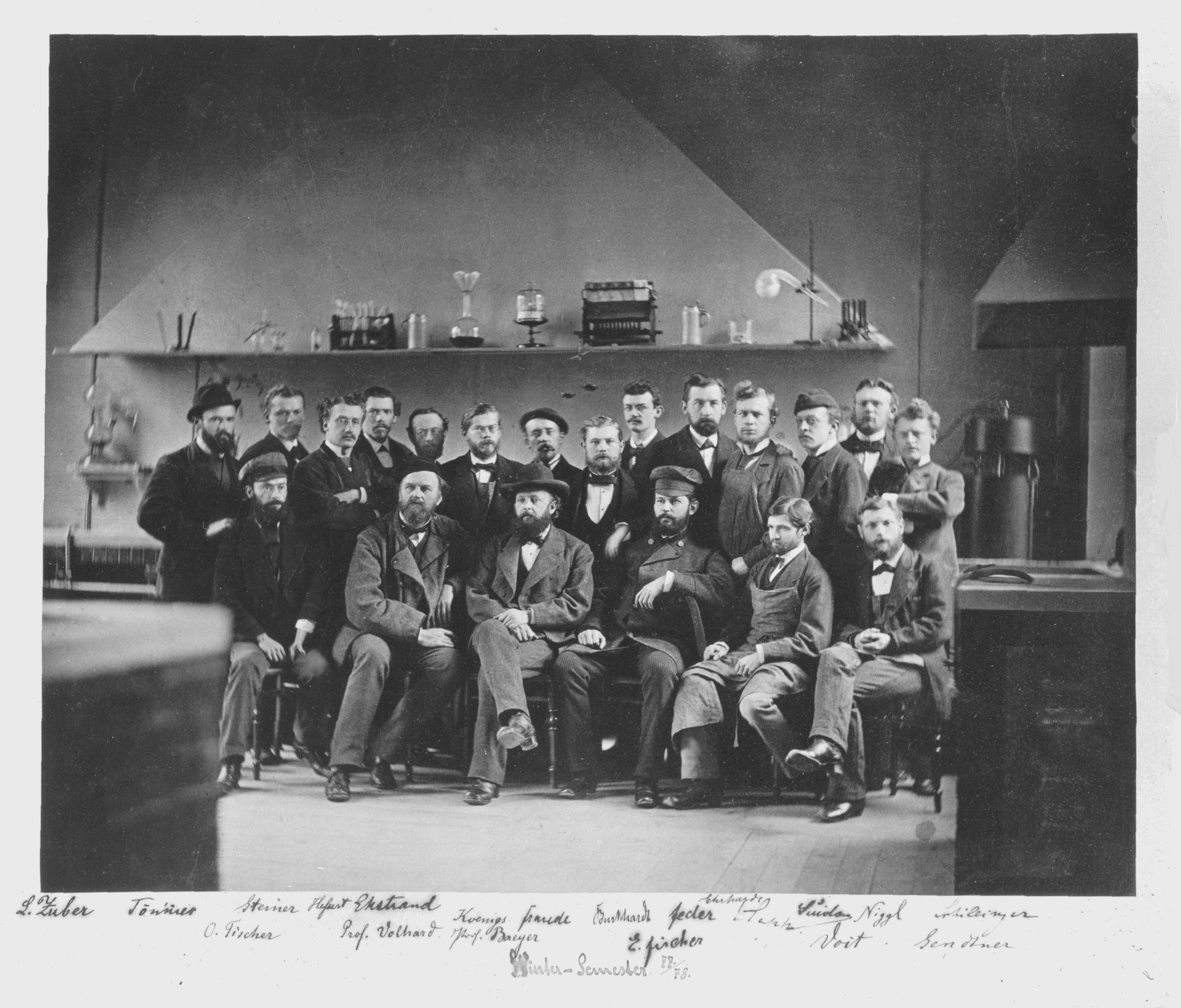
Département de chimie de l'Université Louis-et-Maximilien de Munich, 1877. Au premier rang, en partant de la gauche Otto Fischer, Jacob Volhard, Adolf von Baeyer et Emil Fischer

Sa vraie carrière dans la recherche commence lors de son séjour à Londres dans le laboratoire d'August Wilhelm von Hofmann en 1858, puis celui d'Hermann Kolbe à Marbourg. En 1863, il obtient son habilitation à l'université de Munich, où il est nommé professeur associé en 1869. Il y dirigera ensuite le département de chimie inorganique de 1872 à 1879. De 1865 à 1876, il travaille également à l'Institut de physiologie végétale de l'Académie bavaroise des sciences. Il est nommé professeur de chimie organique à l'université d'Erlangen en 1879, puis devient professeur titulaire à l'université de Halle en 1881, où il finira sa carrière en 1908. Il y est directeur de l'institut de chimie de 1882 à 1908, et est recteur de l'université à partir de 1897.
Il dédie en 1909 une première biographie à son professeur, Justus von Liebig. Il fut de 1871 à 1910 l'éditeur des fameuses « Justus Liebigs Annalen der Chemie ». Il est membre correspondant de l'Académie bavaroise des sciences à partir de 1879, et membre de Leopoldina à partir de 1883, dont il deviendra vice-président. En 1900, il est élu au bureau de la Société allemande de chimie pour un an. En 1901, il devient membre honoraire de l'Association des chimistes allemands.
Volhard meurt en 1910, et est enterré au cimetière de St. Laurentius (Halle).
Parmi les étudiants de Volhard, on peut citer Johannes Thiele, Rudolf Schenck (de), Daniel Vorländer, Hermann Staudinger et Hugo Erdmann.
Volhard fut marié à Josephine Backofen (1842-1935), fille de l'artiste Franz Backofen (de). Le couple eut sept enfants, dont Franz Volhard (en), médecin interne et néphrologue.

## Travaux
Il découvre une méthode de synthèse de la sarcosine en 1862, une synthèse de la créatine en 1868. Il travaille également à cette époque sur les guanidines et les cyanamides. Il participe à la caractérisation du manganèse en 1879.
Il découvre en 1885 avec son étudiant Hugo Erdmann la cyclisation de Volhard-Erdmann, réaction de formation de thiophènes. De 1881 à 1887, il participe à l'amélioration d'un procédé de bromation des acides carboxyliques, aujourd'hui appelé halogénation de Hell-Volhard-Zelinski.
En 1894, il parvient à synthétiser l'acide pulvinique et l'acide vulpinique.
Il est également le créateur d'une méthode de dosage quantitatif de l'argent, des cyanures, des halogénures et des thiocyanates (« titrisation de Volhard »).

## Publications
- On the ureas of the diamines, Londres, 1861.
- Die chemische Theorie, mémoire d'habilitation, Munich, 1863.
- Die Begründung der Chemie durch Lavoisier, Leipzig 1870.
- Volhards Anleitung zur qualitativen Analyse (ed. Clemens Zimmermann) Munich 1875.
- Experiments in General Chemistry and Introduction to Chemical Analysis (avec C. Zimmermann), Baltimore 1887.
- August Wilhelm von Hofmann - Ein Lebensbild (avec Emil Fischer) 1902.
- Justus von Liebig - Sein Leben und Wirken, 2e volume, Leipzig 1909.